# Bataille de Nerenstetten
Troisième Coalition
Batailles
Batailles navales
- Rocher du Diamant (1805)
- Cap Finisterre (1805)
- îles Chausey (1805)
- Trafalgar (1805)
- Cap Ortegal (1805)

Campagne d'Allemagne (1805) : opérations en Bavière - Autriche - Moravie
- Donauwörth
- Wertingen
- Günzburg
- Haslach-Jungingen
- Memmingen
- Elchingen
- Nerenstetten
- Neresheim
- Ulm
- Ried
- Lambach
- Bodenbichl
- Steyr
- Amstetten
- Mariazell
- Dürenstein
- Hollabrunn (Schöngrabern)
- Wischau
- Austerlitz

Campagne d'Italie (1805) : Opérations en Italie du Nord
- Vérone
- Caldiero
- Forano
- Castelfranco Veneto

Invasion de Naples (1806)
- Gaète
- Campo Tenese
- Maida
- Lauria
- Maratea
- Amantea
- Mileto

La bataille de Nerenstetten s'est déroulée le 16 octobre 1805 pendant la campagne d'Allemagne. Un corps de cavalerie de l'Empire français, commandé par le maréchal Joachim Murat, rattrape la division du général Daniel Mécsery (en), détachée du corps autrichien du général Franz von Werneck qui tentait d'échapper à l'encerclement d'Ulm. Après un dur combat, Mecséry se replie pendant la nuit en abandonnant 2 500 prisonniers. Il rejoint le reste du corps de Werneck qui est rattrapé le lendemain lors du combat de Neresheim. Après une dernière marche, Werneck et ses hommes, exténués, doivent se rendre à Murat le 18 octobre. Cependant, le sacrifice de ce corps permet à l'archiduc Ferdinand d'échapper aux poursuivants et de rejoindre la Bohême avec le reste de ses troupes. 